# 湖蝶湾站
湖蝶湾站是位于中國广东省清远市清城区的铁路车站，為清远磁浮旅游专线的唯一中途站，於2025年1月25日啟用。

## 车站结构
湖蝶湾站为二層侧式站台站。车站周边为清远市三立高中以及在建的际华·蝴蝶湾。
| 地上二层 | 侧式站台 | 侧式站台                                                | 侧式站台 | 侧式站台 |
|          | 站台     | 清远磁浮旅游专线 清远长隆方向（下站：清远长隆）         |          |          |
|          | 站台     | 清远磁浮旅游专线 长隆森林王国方向（下站：长隆森林王国） |          |          |
|          | 侧式站台 |                                                         |          |          |
| 地面     | 站厅     | 售票機、客服中心、警务室、安检设施                      |          |          |

## 历史
2016年12月6日，清远市政府与中国铁建签订《旅游快线轨道交通项目合作框架协议》，宣布建设广东省首条中低速磁悬浮轨道。本站规划时名长隆大道站，后调整为莲湖站。
2017年9月，为配合际华园和规划未来小镇发展，线路线位向北调整，本站站位随之调整至际华园北侧。同年12月29日，线路正式开工。
2023年12月，磁浮莲湖站获际华湖蝶湾冠名湖蝶湾站。2025年1月25日，本站随清远磁浮正式开通运营。